# Shayna Baszler
Shayna Andrea Baszler (Sioux Falls, South Dakota, 8 augustus 1980) is een Amerikaans professioneel worstelaar en voormalig MMA-vechtster, die als worstelaar sinds 2017 actief is in de World Wrestling Entertainment.
Baszler werd getraind door voormalige UFC vechter Josh Barnett. Ze had haar eerste professionele MMA gevecht in 2006 en kreeg in de daaropvolgende jaren erkenning voor het gebruik van haar hammerlock submission terwijl ze op haar rug lag; een opstelling waarmee ze verschillende tegenstanders heeft uitgeschakeld, waaronder Roxanne Modafferi. In 2013 werd ze ondertekend door UFC en participeerde in hun realityserie genaamd The Ultimate Fighter. In 2015 werd ze vrijgegeven door UFC en begon ze haar professioneel worstel-carrière in dat zelfde jaar. Baszler heeft 15 wedstrijden gewonnen en 11 verloren.

## MMA records
| Uitsplitsing van professionele records | Uitsplitsing van professionele records | Uitsplitsing van professionele records |
| -------------------------------------- | -------------------------------------- | -------------------------------------- |
| 26 wedstrijden                         | 15 overwinningen                       | 11 nederlagen                          |
| Door knockout                          | 1                                      | 6                                      |
| Door submission                        | 13                                     | 2                                      |
| Beslissing                             | 1                                      | 3                                      |

## Prestaties

### MMA
- Freestyle Cage Fighting
  - FCF Women's Bantamweight Grand Prix Championship (1 keer)[4]
- Invicta FC
  - Fight of the Night (2 keer) vs. Sara McMann, Alexis Davis[4]
- The Cage Inc.
  - TCI Women's 140 lbs Championship (1 keer, inaugureel)[4]

### Submission grappling
- ADCC Submission Wrestling World Championship
  - ADCC 2007 Submission Wrestling World Championship Quarterfinalist[5]
- Catch Wrestling Association
  - CWA 2016 Frank Gotch World Catch Tournament Gold Medalist[6]
- International Federation of Associated Wrestling Styles

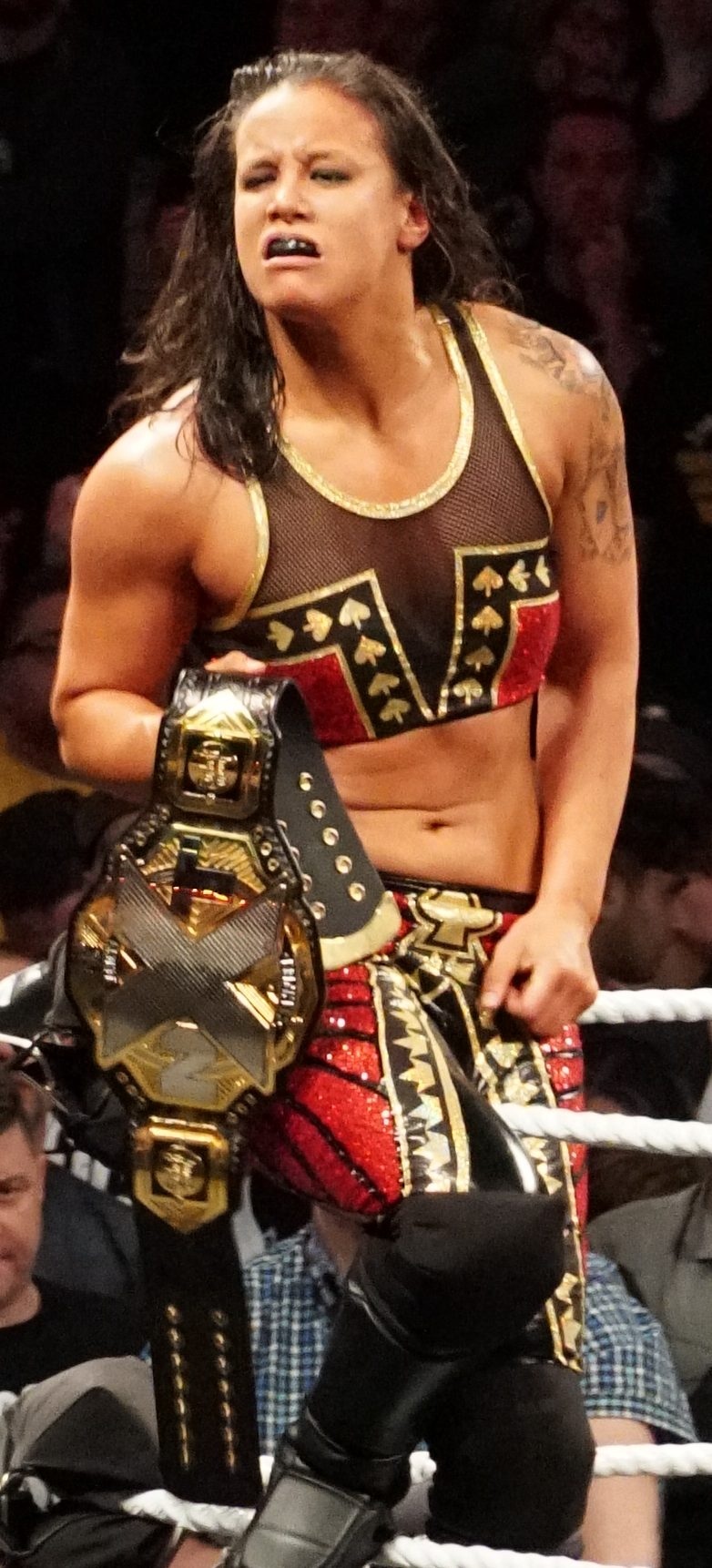
Baszler is een 2-voudig NXT Women's Champion.

  - FILA 2009 Grappling World Championships Senior No-Gi Silver Medalist[7]
  - Baszler is een 2-voudig NXT Women's Champion.FILA 2009 Grappling World Championships Senior Gi Silver Medalist[8]
- USA Wrestling
  - FILA 2011 World Team Trials Senior No-Gi Gold Medalist[9]
  - FILA 2009 World Team Trials Senior Gi Gold Medalist[10]
  - FILA 2009 World Team Trials Senior No-Gi Gold Medalist[11]
  - FILA 2007 World Team Trials Senior No-Gi Bronze Medalist[11]

### Professioneel worstelen
- Absolute Intense Wrestling
  - AIW Women's Championship[12]
- DDT Pro Wrestling
  - Ironman Heavymetalweight Championship (1 keer)[12]
- New Horizon Pro Wrestling
  - IndyGurlz Australian Championship (1 keer)[12]
  - Global Conflict Shield Tournament (2017)[13]
- Premier Wrestling
  - Premier Women's Championship (1 keer)[12]
- Pro Wrestling Illustrated
  - Gerangschikt op nummer 4 van de top 100 vrouwelijk worstelaars in de PWI Female 100 in 2019[14]
- Quintessential Pro Wrestling
  - QPW Women's Championship[15]
- Sports Illustrated
  - Gerangschikt op nummer 4 van de 10 vrouwelijke worstelaars van het jaar in 2019[16]
- Wrestling Observer Newsletter
  - Rookie of the Year (2016)[14]
  - Most Improved (2018)[14]
  - Women's Wreslint MVP (2018)[14]
- WWE
  - NXT Women's Championship (2 keer)[12]
  - WWE Women's Tag Team Championship (2 keer) - met Nia Jax[12]
  - NXT Year-End Award (1 keer)
    - Female Competitor of the Year (2019)